# Allison Weiss
Allison Amling Weiss (Grosse Pointe, 13 aprile 1987) è una cantautrice statunitense.
Ha pubblicato 4 album e vari EP dal 2007. Nel 2012 ha firmato un contratto con l'etichetta indipendente No Sleep Records, passando poi nel 2015 a SideOneDummy Records.

## Vita privata
Di origine ebrea, la sua famiglia si è trasferita da Grosse Pointe a Flowery Branch (Georgia) quando Allison aveva 5 anni. Ha frequentato la University of Georgia prima di stabilirsi a New York. Da novembre del 2013 si è trasferita a Los Angeles.

## Carriera
Da piccola comincia a suonare il piano, ma poi passa alla chitarra a 14 anni per fare colpo su un ragazzo che le piaceva, dopo aver visto il film Josie and the Pussycats ed aver deciso di voler fare la rockstar.
Pubblica il suo primo EP, An Eight-Song Tribute to Feeling Bad & Feeling Better, il 16 gennaio 2007, seguito da un mixtape intitolato Winter Mix Tape pubblicato in dicembre in concomitanza con un tour. L'anno successivo vedono la luce un album live chiamato Live at Sidewalk NYC, un altro mixtape, The Only Girl at an All Boys Pool Party e un EP, & the Way She Likes It, prima di iniziare a scrivere il suo primo album full length. Per realizzarlo, Allison ricorre a Kickstarter, raccogliendo più di 7.000 $ in due mesi, a fronte di un obiettivo di soli 2.000. L'album, intitolato ...Was Right All Along, viene pubblicato il 24 novembre 2009.
Dopo la pubblicazione del primo album, la cantante passa i successivi due anni fra nuove sessioni di scrittura e vari tour, tra cui uno in Europa come supporto a Lou Reed, e nel 2012 ottiene un contratto con la No Sleep Records, una delle principali etichette indipendenti californiane. Con la nuova etichetta viene inizialmente pubblicato a puntate The Teenage Years, una raccolta di canzoni scritte in gioventù e registrate nuovamente per l'occasione, e successivamente, il 16 aprile 2013, il secondo album vero e proprio Say What You Mean. Per promuovere l'album Allison partecipa al March Radness Tour assieme a Candy Hearts, Pentimento e What's Eating Gilbert. Il 26 novembre pubblica tramite No Sleep Say What You Mean (Sideways Sessions), un album che rivisita le dieci tracce del disco uscito ad aprile, di cui la prima canzone (One Way Love) viene ospitata in anteprima da Alternative Press il 10 novembre. A fine anno va in tour assieme a PJ Bond come supporto per Austin Lucas, e appare come ospite nella canzone Disregard dei Reggie and the Full Effect, dall'album No Country for Old Musicians.
Nel 2014 la cantante si reca nuovamente in Europa assieme a Matt Pryor per un tour che tocca Regno Unito, Germania, Austria e Svizzera. Il 22 luglio pubblica il suo nuovo EP Remember When, sempre per No Sleep Records. Il 10 novembre Allison con la sua band è coinvolta in un incidente quando il furgoncino su cui viaggiavano per recarsi a Salt Lake City esce di strada su una lastra di ghiaccio capovolgendosi; i membri della band non riportano ferite gravi ma sono costretti a interrompere il tour, anche per i pesanti danni subiti dal mezzo.
Nel 2015, con il passaggio all'etichetta SideOneDummy Records, la Weiss pubblica il suo nuovo disco New Love il 2 ottobre.

## Discografia

### Album
- 2009 - ...Was Right All Along
- 2012 - The Teenage Years
- 2013 - Say What You Mean
- 2015 - New Love

### EP
- 2007 - An Eight-Song Tribute to Feeling Bad & Feeling Better
- 2008 - & the Way She Likes It
- 2011 - I Was an Island
- 2014 - Remember When

### Live
- 2008 - Live at Sidewalk NYC